# Чипіттс
41° пн. ш. 85° зх. д. / 41° пн. ш. 85° зх. д.
Чипіттс (Чикаго—Піттсбург) або Приозерний мегаполіс — метрополіс, що сформувався в Північній Америці, на південному узбережжі Великих Озер, шляхом злиття 35 агломерацій.
Площа — 160 тис. кв. км, населення приблизно 35 млн жителів.
Мегаполіс є другою за величиною об'єднаною міською агломерацією США після Босвашу. До її складу входять штати Вісконсин, Іллінойс, Індіана, Мічиган, Огайо, Пенсільванія Сполучених Штатів Америки та канадійський Онтаріо. Найбільші міста за кількістю мешканців: Чикаго, Торонто, Детройт, Індіанаполіс, Колумбус, Мілвокі, Гамільтон, Клівленд, Піттсбург.